# Clubs nationalistes
Les clubs nationalistes sont un réseau de groupes politiques d'obédience socialiste apparus à la fin des années 1880 aux États-Unis d'Amérique dans le but de concrétiser les idées avancées par Edward Bellamy dans son roman utopique Looking Backward. 
Au moins 165 clubs « nationalistes » (entendu ici au sens de nationalisation des biens de production) ont été formés par les soi-disant « bellamyites », qui cherchaient à transformer l'économie et la société par la nationalisation de l'industrie. L'un des derniers numéros de The Nationalist indiquait que « plus de 500 » avaient été formés. En raison de la croissance du mouvement populiste et des difficultés financières et physiques subies par Bellamy, les clubs nationalistes bellamyites ont commencé à se dissiper en 1892, ont perdu leur magazine national en 1894 et ont complètement disparu de la scène vers 1896.

## Histoire
En 1888, un jeune écrivain du Massachusetts nommé Edward Bellamy publie un roman utopique, se situant dans le futur, intitulé Looking Backward, 2000-1887 (traduit en français sous en titre Cent ans après ou l'An 2000 en 1891), racontant, à la manière d'un Rip Van Winkle, comment un jeune Américain de la Nouvelle-Angleterre de la fin du XIXe siècle, se réveille d'un sommeil, après une séance d'hypnose, dans une société complètement changée, en l'an 2000. Le récit montre qu'une révolution non-violente a transformé l'économie américaine et donc la société, la propriété privée ayant été abolie au profit de la propriété étatique de l'ensemble des moyens de production. S'ensuit la disparition des classes sociales et des maux de la société qui, selon l'auteur, en découlaient inévitablement : il n'y a donc plus de guerre, de pauvreté, de crime, de prostitution, de corruption, d'argent ou d'impôts. Il n'existe pas non plus de professions considérées par Bellamy comme devenues obsolètes, telles que celles d'hommes politiques, d'avocats, de marchands ou de soldats.
Au lieu de cela, la société utopique du futur de Bellamy était basée sur le travail bénévole de tous les citoyens âgés de 21 à 45 ans, après quoi tous prendraient leur retraite. Le travail était simple, aidé par la production mécanique, les heures de travail étaient courtes et les vacances longues. La nouvelle base économique de la société a effectivement refait la nature humaine elle-même dans la vision idyllique de Bellamy, avec l'avidité, la méchanceté, le mensonge et la folie relégués au passé.
Cette vision des possibilités américaines est venue comme un appel au clairon pour de nombreux intellectuels américains, et Looking Backward s'est avéré être un énorme best-seller. En un an, le livre s'est vendu à quelque 200 000 exemplaires et, à la fin du XIXe siècle, il s'était vendu à plus d'exemplaires que tout autre livre publié en Amérique en dehors de La Case de l'oncle Tom d'Harriet Beecher Stowe. De plus, un nouveau mouvement politique a émergé spontanément, destiné à faire de la vision utopique de Bellamy une réalité pratique : le soi-disant « Mouvement nationaliste », basé sur l'organisation de « Clubs nationalistes » locaux.

### Origines (1888)
La préparation du premier club nationaliste avait commencé au début de l'été 1888 avec une lettre de Cyrus Field Willard, un journaliste syndical du Boston Globe qui avait été ému par la vision de l'avenir de Bellamy. Willard a écrit directement à l'auteur, demandant la bénédiction de Bellamy pour la création d'une « association pour diffuser les idées contenues dans votre livre ». Bellamy avait répondu positivement à l'appel de Willard, le pressant dans une lettre du 4 juillet :

« Allez-y par tous les moyens et faites-le si vous pouvez trouver quelqu’un avec qui vous associer. Il ne fait aucun doute qu'à terme, la formation de tels clubs ou associations nationalistes parmi nos sympathisants dans tout le pays sera une mesure appropriée et il est approprié que Boston soit à l'avant-garde de ce mouvement. »

Cependant, aucune organisation formelle n'a immédiatement suivi, sur la base des efforts de Willard, et ce n'est qu'au début du mois de septembre qu'une entité connue sous le nom de « Boston Bellamy Club » a émergé de manière indépendante, avec Charles E. Bowers et le général de la guerre civile Arthur F. Devereux jouant le rôle d'organisation décisif. rôle. La première réunion régulière de cette organisation refaite, le « Nationalist Club » de Boston, a eu lieu le 1er décembre 1888, en présence de 25 participants intéressés, avec Charles E. Bowers élu président. Un comité de cinq personnes a été créé pour établir un plan pour une organisation permanente, comprenant l'éditorialiste du Boston Herald Sylvester Baxter, Willard, Devereux, Bowers et le pasteur socialiste chrétien WDP Bliss. La troisième réunion du Boston Nationalist Club, le 15 décembre, a réuni Bellamy lui-même, qui, comme on pouvait s'y attendre, a reçu un accueil chaleureux.

### Déclin (1893-1896)
Bellamy a continué à travailler au nom du mouvement nationaliste jusqu'en 1894, rédigeant un document intitulé Le programme des nationalistes, publié dans la revue intellectuelle The Forum en mars de la même année. Dans ce document, réimprimé par la maison d'édition centrale des clubs nationalistes basée à Philadelphie, Bellamy affirmait que :

« Le nationalisme est une démocratie économique. Il propose de délivrer la société de la domination des riches et d’établir l’égalité économique par l’application de la formule démocratique à la production et à la répartition des richesses. Il vise à mettre fin au contrôle irresponsable des intérêts économiques du pays par des capitalistes poursuivant leurs objectifs privés, et à le remplacer par des agences publiques responsables agissant pour le bien-être général.
l'oppression exercée sur eux par les formes politiques, de sorte que la démocratie économique du nationalisme les garantirait contre les oppressions plus nombreuses et plus graves exercées par les méthodes économiques. »

Sa santé se détériorant à cause de la tuberculose dont il souffrait depuis l'âge de 25 ans, Bellamy se tourna à nouveau vers des activités littéraires. Au cours de ses dernières années, Bellamy a géré une suite de Looking Backward, intitulée Equality, qui a été publiée juste avant sa mort prématurée en 1898. Dans ce dernier ouvrage, Bellamy a tourné son attention vers la question du féminisme, traitant du tabou sujet des droits reproductifs des femmes dans une Amérique future et post-révolutionnaire.